# Discontinuidad de Conrad
La discontinuidad de Conrad corresponde al límite sub-horizontal en la corteza continental en el cual la velocidad de la onda sísmica aumenta de manera discontinua. Este límite se observa en varias regiones continentales a una profundidad de 15 a 20 km, sin embargo, no se encuentra en las regiones oceánicas. 
La discontinuidad de Conrad (llamada así por el sismólogo Victor Conrad) se considera el límite entre la corteza continental superior y la inferior. No es tan pronunciado como la discontinuidad de Mohorovičić, y está ausente en algunas regiones continentales. Hasta mediados del siglo XX, la corteza superior en las regiones continentales consistía en rocas félsicas como el granito (sial, para sílice-aluminio), y la inferior en rocas máficas más ricas en magnesio como el basalto (sima, para sílice-magnesio). Por lo tanto, los sismólogos de esa época consideraron que la discontinuidad de Conrad debería corresponder a un contacto claramente definido entre las dos capas químicamente distintas, sial y sima.
Sin embargo, desde la década de 1960 en adelante, esta teoría fue muy discutida entre los geólogos. El significado geológico exacto de la discontinuidad de Conrad aún no se aclara. La posibilidad de que represente la transición de las facies de anfibolita al metamorfismo de las facies de granulita ha recibido cierto apoyo de las observaciones de la parte central elevada del cráter de Vredefort y el cratón de Kaapvaal circundante.